# La Daguenière
La Daguenière är en kommun i departementet Maine-et-Loire i regionen Pays de la Loire i nordvästra Frankrike. Kommunen ligger i kantonen Les Ponts-de-Cé som tillhör arrondissementet Angers. År 2018 hade La Daguenière 1 230 invånare.

## Befolkningsutveckling
Antalet invånare i kommunen La Daguenière
| Referens: INSEE |